# 1974 рік у науковій фантастиці
1974 рік у науковій фантастиці ознаменувався цілою низкою подій.

## Вперше видані науково-фантастичні книги[1]

### Вперше опубліковані романи
1. Томас Дж. Басс (англ. T. J. Bass) «Бог-кит» (англ. «The Godwhale») (США)[2]
2. Філіп Дік (англ. Philip K. Dick) «Витри сльози, — сказав поліцейський» (англ. «Flow My Tears, The Policeman Said») (США)[3]
3. Вільям Ротслер (англ. William Rotsler) «Володар мистецтв» (англ. «Patron of the Arts») (США)[4]
4. Моріс Маур'є (фр. Maurice Mourier) «Годіланда, або щоденник смерті» (фр. «Godilande ou journal d'un mort») (Франція) [5]
5. Баррі Молзберґ (англ. Barry N. Malzberg)  «День спалаху» (англ. «The Day of the Burning») (США)[6]
6. Майкл Ґ. Коуні (англ. Michael G. Coney) «Діти зими» (англ. «Winter's Children»)  (Канада)[7]
7. Беррінтон Дж. Бейлі (англ. Barrington J. Bayley) «Душа робота» (англ. «Soul of the Robot») (Англія)[8]
8. Реймонд З. Ґеллун[en] (англ. Raymond Z. Gallun) «Едемський цикл» (англ. «The Eden Cycle») (США) (1974)[9]
9. Петриція Е. Маккілліп (англ. Patricia A. McKillip) «Забуті звірі Ельда[en]» (англ. «The Forgotten Beasts of Eld», 1974)  (США)[10]
10. Урсула К. Ле Ґуїн (англ. Ursula K. Le Guin) «Знедолені»  (англ. «The Dispossessed: An Ambiguous Utopia») (США)[11]
11. Доріс Пісерчіа (англ. Doris Piserchia) «Зоряна вершниця[en]» (англ. «Star Rider», 1974)[12]
12. Семен Сліпинін[ru] (рос. Семён Васильевич Слепынин) «Зоряні береги» (рос. «Звёздные берега», 1974) (Російська Федеративна РСР)[13]
13. Сем Дж. Люндвалл (англ. Sam J. Lundwall) «Кінг-конгів блюз»  (швед. «King Kong Blues», 1974) [14]
14. Пірс Ентоні (англ. Piers Anthony) «Крижані кола» (англ. «Rings of Ice»), (США)[15]
15. Філіпп Кюрваль (фр. Philippe Curval) «Людина навиворіт» (фр. «L'homme à rebours») (Франція) [16]
16. Дейвід Гай Комптон (англ. David Guy Compton) «Місіонери» (англ. «The Missionaries») 1974) (Англія) https://www.isfdb.org/cgi-bin/title.cgi?6324
17. Ларрі Нівен (англ. Larry Niven) та Джеррі Пурнелл (англ. Geoffrey Hoyle) «Мошка у зіниці Господа» (англ. «The Mote in God's Eye») (1974) (США) [17]
18. Баррі Молзберґ (англ. Barry N. Malzberg)  «На чужинській планеті» (англ. «On a Planet Alien») (США)[18]
19. Кліффорд Д. Сімак (англ. Clifford D. Simak) «Наших дітей діти» (англ. «Our Children's Children») (США)[19]
20. Вільям Хайн[en] (англ. William C. Heine) «Останній канадієць» (англ. «The Last Canadian»)  (Канада)[20]
21. Денніс Фелзем Джоунз (англ. Dennis Feltham Jones) «Падіння колоса[en]» (англ. «On a Planet Alien») (США)[21]
22. Баррінгтон Бейлі (англ. Barrington J. Bayley) «Падіння Хронополіса[en]» (англ. «The Fall of Chronopolis») (Англія)[22]
23. Крістофер Пріст (англ. Christopher Priest) «Перевернутий світ» (англ. «Inverted World», 1974)  (Англія)[23]
24. Ллойд Біґґл-молодший (англ. Lloyd Biggle Jr.) Пам'ятник» (англ. «Monument», 1974)  (США)[24]
25. Джон Браннер (англ. John Brunner) «Повне затемнення» (англ. «Total Eclipse») (1974) (Велика Британія)[25]
26. Фред (англ. Fred Hoyle) та Джеффрі Гойл[en] (англ. Geoffrey Hoyle) «Полум'яні» (англ. «The Incandescent Ones», 1974)  (Англія)[26]
27. Карл Амері (нім. Carl Amery) «Проєкт "Король"» (нім. «Das Königsprojekt») (1974) (Німеччина)[27]
28. Гвідо Морселлі[en] (італ. Guido Morselli) «Рим без Папи Римського. Римські хроніки кінця двадцятого століття» (італ. «Roma senza papa. Cronache romane di fine secolo ventesimo») (1974)[28]
29. Артур Герцог (англ. Arthur Herzog III) «Рій[en]» (англ. «The Swarm») (США)[29]
30. Джеймс Вайт (англ. James White) «Сонне тисячоліття[en]» (англ. «The Dream Millennium»),  (Північна Ірландія)[30].
31. Доріс Мей Лессін (англ. Doris May Lessing) «Спогади тієї, що вижила» (англ. «Memoirs of a Survivor», 1974)  (Англія)[31]
32. Баррі Молзберґ (англ. Barry N. Malzberg)  «Справа Содома та Гоморри» (англ. «The Sodom and Gomorrah Business»)  1974) ((США)[32]
33. Річард Каупер (англ. Richard Cowper) «Сутінки Бріарею» (англ. «The Twilight of Briareus») (Англія)[33]
34. Баррі Молзберґ (англ. Barry N. Malzberg)  «Тактика завоювання» (англ. «Tactics of Conquest») (США)[34]
35. Дейвід Гай Комптон (англ. David Guy Compton) «Тривала Кетрін Мортенгоу» (англ. «The Continuous Katherine Mortenhoe») (Англія)[35]

### Вперше видані авторські збірки творів короткої та середньої форми
1. Пол Андерсон (англ. Poul Anderson) «Багато світів Пола Андерсона[en]» (англ. «The Many Worlds of Poul Anderson»), (США)[36].
2. Андре Нортон (англ. Andre Norton) «Багато світів Андре Нортон[en]» (англ. «The Many Worlds of Poul Anderson»), (США)[37].
3. Баррі Молзберґ (англ. Barry N. Malzberg)  «Геть з Ганімеда» (англ. «Out from Ganymede»), (США)[38].
4. Ларрі Нівен (англ. Larry Niven) «Діра в космосі[en]» (англ. «A Hole in Space»), (США)[39].
5. Маргарет Сент-Клер англ. Margaret St. Clair «Зміни неба та інші історії» (англ. «Change the Sky and Other Stories»), (США)[40].
6. Теодор Стерджен (англ. Theodore Sturgeon) «Кейс та мрійник» (англ. «Case and the Dreamer») (США)[41].
7. Фріц Лайбер (англ. Fritz Leiber) «Книга Фріца Лайбера[en]» (англ. «The Book of Fritz Leiber») (США)[42].
8. Стенлі Дж. Вайнбаум (англ. Stanley G. Weinbaum) «Найкраще Стенлі Дж. Вайнбаума[en]» (англ. «The Best of Stanley G. Weinbaum») (США)[43]
9. Фріц Лайбер (англ. Fritz Leiber) «Найкраще Фріца Лайбера[en]» (англ. «The Best of Fritz Leiber»), (США)[44].
10. Мануель ван Лоґґем[de] (нід. Manuel van Loggem) «Пара ляльок» (англ. «Paarpoppen»), (Нідерланди)[45].
11. Альфред М. Ворден[en] (англ. Alfred M. Worden)  «Привіт, Земле: вітання з «Ендевору»» (англ. «Hello Earth: Greetings from Endeavour»), (США)[46].
12. Керол Емшвіллер (англ. Theodore Sturgeon) «Радість у нашій справі» (англ. «Joy in Our Cause»), (США)[47].
13. Крістофер Пріст (англ. William F. Nolan) «Світ реального часу» (англ. «Real-Time World»), (Англія)[48] — перше видання мовою оригіналу.
14. Р. А. Лафферті (англ. R. A. Lafferty) «Хтось має ще щось додати?» (англ. «Does Anyone Else Have Something Further to Add?»), (США)[49].
15. Вільям Ф. Нолан (англ. William F. Nolan) «Чужі обрії» (англ. «Alien Horizons»), (США)[50].
16. Едмонд Гемілтон (англ. Edmond Hamilton) «Як це там? та інші історії» (англ. «What's It Like Out There? and Other Stories»), (США)[51].

### Вперше видані колективні антології
1. «Всесвіт 4» (англ. «Universe 4») (США) за редакцією Террі Карра[en][52].
2. «Всесвіт 5» (англ. «Universe 5») (США) за редакцією Террі Карра[en][53].
3. «Найкраща наукова фантастика року: 3» (англ. «The Best Science Fiction of the Year #3») (США) за редакцією Террі Карра[en][54].
4. «Щорічна найкраща наукова фантастика світу: 1974» (англ. «The 1973 Annual World's Best SF») (США) за редакцією Дональда Е. Воллгайма та Арта Саха[en][55].
5. «Орбіта 13» (англ. «Orbit 13») (США) за редакцією Деймона Найта[56].
6. «Орбіта 14» (англ. «Orbit 14») (США) за редакцією Деймона Найта[57].
7. «Орбіта 15» (англ. «Orbit 15») (США) за редакцією Деймона Найта[58].

#### Критичні роботи на фантастичні теми

##### Критичні роботи про теми, сюжети та історію розвитку фантастики
1. Волт Лі (англ. Walt Lee) «Довідковий посібник із фантастичних фільмів, том 3: П-З» (англ. «Reference Guide to Fantastic Films, Volume 3: P-Z») (Англія)[59].
2. Дейвід Аннан (англ. David Annan) «Кінофантастика: За машиною мрій» (англ. «Cinefantastic: Beyond the Dream Machine»)[60].
3. Вільям М. Еверсон (англ. William K. Everson) «Класика фільму жахів» (англ. «Classics of the Horror Film») (Англія)[61].
4. Дейвід Кеттерер (англ. David Ketterer) «Нові світи для старого: апокаліптична уява, наукова фантастика та американська література» (англ. «New Worlds for Old: The Apocalyptic Imagination, Science Fiction, and American Literature») (Англія)[62]
5. Ентоні Фрюїн (англ. Anthony Frewin) «Сто років науково-фантастичної ілюстрації: 1840-1940» (англ. «One Hundred Years of Science Fiction Illustration: 1840-1940») (Англія)[63].

##### Критичні роботи про життя та творчість письменників-фантастів
1. Джозеф Ф. Петроч (англ. Joseph F. Patrouch, Jr.) «Наукова фантастика Айзека Азімова» (англ. «The Science Fiction of Isaac Asimov») (США)[64].
2. Джон Бенсунд (англ. John Bangsund) «Джон В. Кемпбелл: Австралійська шана» (англ. «John W. Campbell: An Australian Tribute») (США)[65].

##### Інші критичні книги
1. Konrad, Helga	Science fiction in der darstellung der Raumfahrt: aufgezeigt an Beispielen der franzoesischen Kinder- und Jungendliteratur	Karl Franzens Universitat, Graz	Austria
2. Bushmaker, Keith A.	Earth Will Not Let Go Our Foot: A Study of May Swenson's Space Poetry
3. Fry, Phillip L.	Annotated Calendar of the Letters from E. M. Forster to Joe R. Ackerley in the Humanities Research Center, the University of Texas at Austin
4. Fischer, Adam Jacob	Formula for Utopia: The American Proletarian Novel, 1930-1939
5. Kirlin, Thomas Michael	H. G. Wells and the Geometric Imagination: A Study of Three Science Fiction Novels in the Nineties
6. Hall, Larry Joe	Development of Myth in Post-World-War-II American Novels, The
7. Greenwald, A. Michael	William Cowper Powys's Fiction of Escape
8. Felsen, Hans Eugene	Function of Heresy in Modern Literature, The: Studies in the Major Fiction of Thomas Hardy, E. M. Forster, and D. H. Lawrence
9. Bushmaker, Keith A.	Earth Will Not Let Go Our Foot: A Study of May Swenson's Space Poetry
10. Gelbart, Nina Rattner	Science in Enlightenment Utopias: Power and Purpose in Eighteenth-Century Franch voyages imaginaires
11. Fox, Robert E.	Mirrors of Caliban, The: A Study of the Fiction of LeRoi Jones (Imamu Amiri Baraka), Ishmael Reed, and Samuel R. Delany
12. Foldeak, Hans	Nuere Tendenzen der sowjetischen Science Fiction
13. Hammond, Evelyn B.	Aldous Huxley: Syncretic Synthesist
14. Hart, Thomas N.	G. K. Chesterton's Case for Christianity: A Critical Study
15. Bond, Christopher J.	I. Sir James Frazer's Homeopathy & a Contagion as Archtypal & Structural Principles in William Faulkner's Go Down Moses.; The Auditory Dimension in Arnold's Search for a Distinctive Poetic Voice.; III. Images of Women in Recent Speculative Fiction
16. Eldridge, Shaila Van Sickle	Life by Value in the Novels of E. M. Forster, The
17. Kordeski, Stanley	Anatomy of Fantasy: An Examination of Works of J. R. R. Tolkien and C. S. Lewis
18. Herzog, Ronald Martin	From Castle to Commune: A Study of Expanding consciousness in the Novels of Aldous Huxley
19. Harpham, Goeffrey Galt	Cultural Degeneration and the Grotesque in H. G. Wells and Jack London

## Науково-фантастичні фільми, що вперше з'явилися на екранах
1. «Велика космічна подорож» (рос. «Большое космическое путешествие») (Російська РФСР) — дитячий пригодницько-фантастичний фільм, поставлений в 1974 році Валентином Селівановим[ru] за сценарієм Валентина Селіванова та Сергія Михалкова, заснованого на фантастичній п'єсі Сергія Михалкова «Перша трійка, або Рік 2001-й…» (1970)[66].  Прем'єра фільму відбулася у 5 листопада.
2. «Молодий Франкенштейн» (англ. «Young Frankenstein»)  (США) — фантастична кінокомедія, спродюсована Майклом Грюскоффом[en], знята режисером Мелом Бруксом за сценарієм Мела Брукса та Джина Вайлдера, створеним за мотивами роману Мері Шеллі «Франкенштайн, або Сучасний Прометей»[67]. Прем'єра фільму відбулася 15 грудня, в США.
3. «Москва — Кассіопея» (рос. «Москва — Кассиопея»)   (Російська РФСР) — дитячий науково-фантастичний художній фільм, поставлений режисером Річардом Вікторовим  за сценарієм Авнера Зака і Ісая Кузнецова. Прем'єра відбулася 23 вересня в СРСР[68].
4. «Темна зірка» (англ. «Dark Star»)  (США) — фантастична чорна комедія, спродюсована Джоном Карпентером, Дж. Стайна Каплана[en] та Джека Г. Гарріса[en], поставлений режисером Джоном Карпентером за сценарієм Джона Карпентера та Дена О'Бенона[69]. Прем'єра фільму відбулася 30 березня, в Лос-Анджелесе, США.

## Науково-фантастичні фільми, що були зняті 1974-го року
1. «Підлітки у Всесвіті» (рос. «Отроки во Вселенной») (Російська РФСР) — дитячий науково-фантастичний художній фільм, знятий режисером Річарда Вікторова за сценарієм Авнера Зака і Ісая Кузнецова[70].  Прем'єра фільму відбулася у 25 березня 1975.

## Нові випуски комп'ютерних ігор
| Назва  | Студія      | жанр         | платформа                 | Зауваження |
| ------ | ----------- | ------------ | ------------------------- | ---------- |
| Spasim | Джим Бауері | Его стрілець | Майнфрайм (система PLATO) |            |

## Нові серії публікацій
- Професор Заморра, 1974 рік по сьогодні
- Zeitkugel, 1974–1978, 90 журнальних романів

## Відбулися заходи
- 2. Єврокон, Гренобль
- 32. Волдкон, 29-2 серпня вересень, Вашингтон, округ Колумбія ; Голови: Джей Голдемен і Рон Баундс, почесні гості: Роджер Желязні (профі) і Джей Кей Кляйн (фан)

## Вручені премії фантастики
1. «Премія Х'юґо» (англ. «Hugo Award») (міжнародна) у номінаціях:
- «найкраще оповідання»
- «найкращу коротку повість»
- «найкраща повість»
- «найкращий роман»
- Найкращий професійний журнал[en]
- Найкращому письменнику-аматору
- Найкращому професійному художнику
- Найкращому митцю-аматору[en]

2. «Неб'юла» (англ. «Nebula Award») (США) у номінаціях:
- «найкраще оповідання»
- «найкращу коротку повість»
- «найкраща повість»
- «найкращий роман» тощо

3. «Локус» (англ. «Locus Award») (США) у номінаціях:
- «найкращий фантастичний роман»
- «найкраща оригінальна антологія чи збірка» «Astounding», редактор Гаррі Гаррісон
- «Найкраща наукова фантастика року: 2» (англ. «The Best Science Fiction of the Year #2») (США) за редакцією Террі Карра[en][71].
- «найкраща повість»[en]
- «найкращий твір короткої форми»[en]
- Найкращий фанзин — Локус
- Найкращий митець-аматор — Тім Кьорк[en]
- Наукращий критик — Річард Ґайз[en]

4. Премія Британської науково-фантастичної асоціації (англ. «British Science Fiction Association Award, BSFA Award») (Велика Британія) у номінаціях:
- «найкращий роман» тощо

5. Меморіальна премія імені Джона Кемпбелла (англ. John W. Campbell Memorial Award) — вручено вперше
6. Премія Джона В. Кемпбелла найкращому новому письменнику-фантасту (англ. John W. Campbell Award for Best New Writer)
7. Меморіальна премія імені Едварда Е. Сміта «Небесний жайворонок» (англ. Edward E. Smith Memorial Award for Imaginative Fiction) — вручено Бену Бові
Крім того, до Зали слави фантастики Першого фендому включені  Форрест Дж. Еккермен (1916 — 2008) та Сем Московіц (англ. Sam Moskowitz (1920 — 1997).

## Народилися
1. Ннеді Окорафор (англ. Nnedi Okorafor), 8 квітня у Цинциннаті, Огайо (США)
2. Крістіан Монтійон[de] (нім. Christian Montillon), 22 червня у Роккенгаузені (Німеччина)
3. Юлі Це (нім. Juli Zeh), 30 червня у Бонні (Німеччина)
4. Андре Візлер[de] (нім. André Wiesler) († 2017), 25 вересня у Вупперталі (Німеччина)
5. Наомі Альдерман (англ. Naomi Alderman), 24 жовтня у Лондоні, Англія (Велика Британія)
6. Карла Шмідт[de] (нім. Karla Schmidt),  у Геттінгені (Німеччина)

## Померли
1. Артур Дж. Беркс[de] (англ. Arthur J. Burks)  (США) (нар. 1898), 13 травня, Ланкастер, штат Пенсильванія, США
2. Альберт Карл Бурместер[de] (нім. Albert Karl Burmester) (Німеччина) (нар. 1908), 19 березня, Бремен, Бремен, Федеративна Республіка Німеччина
3. Леслі Грінер (англ. Leslie Greener) (нар. 1900)
4. П. Шуйлер Міллер[de] (англ. Jack L. Chalker) (США) (нар. 1912), 13 жовтня на острові  Бленергассет[en], Західна Вірджинія, США
5. Ілля Варшавський (укр. Ілля Йосипович Варшавський, рос. Илья Иосипович Варшавский) (нар. 1908), 4 липня у місті Київ, Українська РСР
6. Вітольд Зегальський[pl] (пол. Witold Zegalski) (Польща) (нар. 1928), 31 липня у місті Познань, Польща
7. Вальтер Троппенц[de] (нім. Walter Troppenz) (Німеччина) (пізніше більш відомий під псевдонімом Бруно С. Вік; нар. 1897), березень, Брауншвайґ, Нижня Саксонія, Федеративна Республіка Німеччина

## Цього року дебютували у фантастиці[72]
1. Дженет Джепсон (англ. Janet Jeppson) (США) (1926 — ) з романом «Другий експеримент» (англ. «The Second Experiment») [73].
2. Стівен Барнс[en] (англ. Steven Barnes) (1952 — ) «Місячне сяйво» (англ. «Moonglow») (США) (1974)[74]
3. Джон Варлі (англ. John Varley) (США) (1947 — ) з короткою повістю «Пікнік поблизу» (англ. «Picnic on Nearside») [75].
4. Джек Л. Чокер[en] (англ. Jack L. Chalker)  (1944 — 2005) із збіркою «Неофіційна біографія Скруджа Макдака» (англ. «An Informal Biography of Scrooge McDuck») (США) (1974)[76]